# George Grie

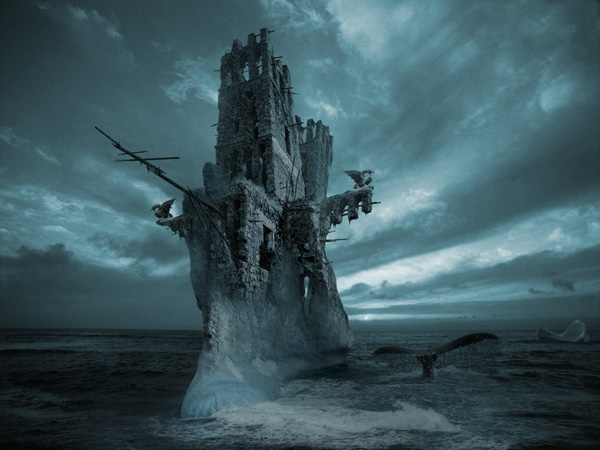
Le Hollandais volant

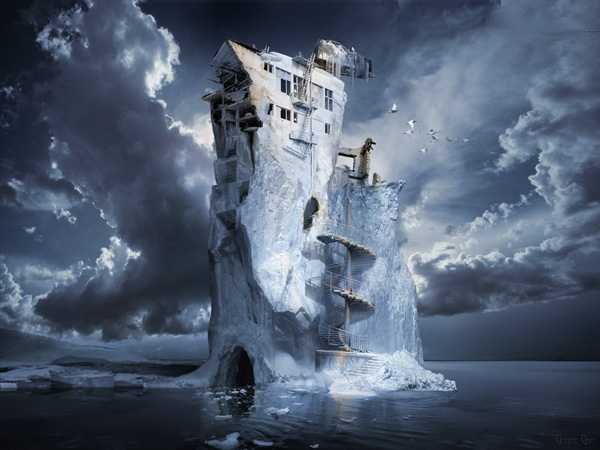
Prémonition de l'ère glaciaire

George Grie, né le  14 mai 1962, est un artiste canadien d'origine russe.
Un des premiers artistes de l'art numérique surréaliste, Grie est connu pour ses nombreuses images en 3D, 2D et matte painting. Né en URSS durant le régime soviétique, il n'adopta pas le style conventionnel et politiquement correct du réalisme socialiste.

## Style artistique et inspirations
Le style artistique de Grie a largement été influencé par de nombreux artistes surréalistes tel que René Magritte et Salvador Dali, Zdzisław Beksiński et Wojtek Siudmak de l'école viennoise de Réalisme Fantastique, ou encore par l'artiste surréaliste Jerry Uelsmann spécialiste dans la retouche d'image. Ses œuvres néo surréalistes sont une combinaison de surréalisme classique symboliste, de fantastique gothique moderne et d'art visionnaire.
Les œuvres numérique néo-surréaliste de l'artiste sont une preuve visuelle extraordinaire de ses pensées conceptuelles, sa vision philosophique, ses fantasmes et ses rêves. Voyageant souvent dans son subconscient, les œuvres photos réalistes de Grie présentent un monde magique, joueur et rêveur rempli de détails. Illusions surnaturelles, romantisme mystique, magie spirituelle et teintes gothiques sont tous entremêlés dans ce monde visuel. Le résultat final pour le spectateur n'est pas toujours confortable et conventionnel : on y retrouve beaucoup de tensions et d’aliénations, malgré tout souligné de tranquillité, dans ces étranges événements prenant place dans le paysage de son imagination.  

## Vie et travail
George Grie a reçu une éducation artistique classique dans divers institutions des beaux-arts (disciplines) avant de commencer sa carrière en tant qu'artiste peintre professionnel et qu'artiste graphique. Dans les années 1990, Grie vécut et travailla à Saint-Pétersburg où il fut un membre actif du Pouchkinskaïa, 10 (centre d'art) et rencontra plusieurs artistes et musiciens connus tels que Sergey Kuryokhin, Yuri Shevchuk et Boris Grebenchtchikov. Son travail fut présenté au Musée Russe et dans des collections privées en Amérique, Finlande, Russie, au Canada et au Royaume-Uni. 
Les œuvres de Grie sont remplies de puissantes images s'appuyant sur un impact visuel. L'utilisation de la technique du photoréalisme offre un contraste frappant entre une source de lumière et les tonalités de noirceurs, pouvant être perçues dans ses premières peintures, qui donne à celles-ci une apparence graphique. Elles ont pour but de capturer des paradoxes visuels, par exemple en représentant des moments calmes et contemplatifs, comme la solitude et la mélancolie. L'immobilité dans ses thèmes reflète un certain sens de réflexion intérieure, comme si ses œuvres s'observaient elle-même. L'admiration de l'artiste pour la photographie est la raison pour laquelle Grie a changé son orientation artistique passant d'un art plus classique vers l'art numérique par ordinateur. Ses premières expériences et sa formation en peinture classique lui ont permis une liberté complète du point de vue de l'auto-expression et l'auto-exploration en tant qu'artiste. Il devint un artiste professionnel en graphisme multimédia et joint la International Business Machines corporation (IBM)en tant que spécialiste de nouveaux médias. George y travaillait en compagnie d'illustrateurs d'Amérique du Nord de renom tel que Oleg Lipchenko et San Base. Aujourd'hui son intérêt principal repose dans les design graphiques contemporain 2D et 3D, les model 3D et leurs applications. En 2002, il initia la création d'un projet numérique relié à l'art du portail web Interartcenter. Cette création apparut dans plusieurs publications mondiales telle que dans le manuel scolaire Canadien Art Works, un manuel d'histoire illustré du Danemark , un manuel scolaire français, et dans le magazine de l'Université de Washington.

« The new form of digital art was born without pompous manifestations and noisy commercials. Some of us still consider digital and 3d art as something mechanical and artificial, something that is in some way out of human touch. This could not be more wrong. Computers don’t make art, people do. Computers are merely creative tools – much sophisticated ones. Once you try them, you will never give up moving forward. There might be just one tiny annoying obstacle between you and your perfect design – lack of imagination. »

— George Grie, Biography & Art Statement
« La nouvelle forme d'art numérique est née sans manifestations pompeuses ou publicités envahissantes. Quelques-uns d'entre nous considèrent toujours le numérique et l'art 3D comme une chose mécanique et artificielle, quelque chose qui en quelque sorte est hors de portée de l'humain. Ça ne pourrait pas être plus faux. Les ordinateurs ne créent pas l'art, les gens le font. Les ordinateurs sont simplement des outils créatifs, des outils très sophistiqués. Une fois que vous les avez essayés, vous ne pourrez arrêter d'aller de l'avant. Il n'y a peut-être qu'un petit détail ennuyant entre vous et votre design parfait, le manque d'imagination. »

## Œuvre
- 1988
  - Death and atoms and empty space
  - Eye of the Beholder

- 1989
  - Orthodox Hesychasm Sanctuary

- 1990
  - Desert hunter soul
  - Invisible presence sci fi
  - Iron Maiden death star

- 1991
  - Underground trip
  - Sun wind snow dreamer
  - Attack of Nostalgia
  - Midday frankness or Sunny windless

- 1992
  - Forgotten Cities and Lost Lands
  - Extension of Interior Space
  - Dead silence or Silence is deceitful

- 1993
  - Famous landscape painting
  - Loneliness with the World
  - Interior Landscape Universe
  - Life Is Just A Stopping Place

- 1994
  - The Birth of Venus3
  - The White Silence
  - Internal Expansion
  - Gone with the Wind

- 1995
  - Forgotten Lands and Lost Civilizations2
  - Forgotten Lands and Lost Civilizations1
  - The Birth of Venus2
  - Islands

- 1996
  - Electra or Digital mythology
  - Inward Stillness
  - Ultimate Trap Lodge
  - Toreador dance op-art experimental series
  - Trampoline lyrics op-art experimental series
  - Conceptual magic op-art experimental series
  - Supernatural apparition op-art experimental series
  - Spheroid magnetism op-art experimental series

- 1997
  - Snake layer perception- Photoshop abstraction
  - Flying arrow dynamic - Photoshop abstraction
  - Flaming lips - Geometric abstraction
  - Torero Stance - Geometric abstraction
  - Daydream Drift Capsizing
  - Icelander
  - Romantic Picnic of Recipe for Two

- 1998
  - Revival of Clear Reverberation
  - Lost Beauty of Disharmony
  - Dusk Endeavors or Dream Chess
  - Seclusion of Interior Trajectory
  - Tranquility of Deceptive Journeys

- 2001
  - Charm of Occupational Hazards
  - Terra Exorcism Surveillance
  - The Three Graces
  - Guardian of Time
  - Unauthorized Obsession
  - The nativity of nightfall - archived sketch
  - The spring breeze - archived sketch

- 2002
  - Escape Before Dawn
  - Sweet Hideout of Denial
  - Twilight Zone Infiltration
  - Threshold Progression
  - Gold Rush Dragon 3D abstract tes
  - French Kiss Sensation 3D abstract test
  - Rhapsody in Blue 3D abstract test
  - NeonGreen Light Lyrics 3D abstract test

- 2003
  - Air Mail Pioneers
  - Alternative Sky-rover
  - Midnight Inland Sanctuary

- 2004
  - Confluence or guided meditation
  - Dehydration or global warming solution
  - Morning fog or Real estate on demand
  - Unicorn Land or the Forbidden Forest Gate
  - Incriminating obsession 007- BW sketch series
  - Stealthy witness 007- BW sketch series
  - Pentacle delusion 007- BW sketch series
  - Secret alibi 007- BW sketch series

- 2005
  - Ascension (Black Sabbath dedicated)
  - Last Harbor or In Search of Castaway Nautilus
  - Noah's Ark or delusion of grandeur
  - Kali the Destroyer
  - Crucifixion or Kali Bhavatarini (unfinished)
  - Infinite Improbability Drive

- 2006
  - Arrested Expansion or Cardiac Arrest
  - Final Frontier Voyager (FES) The Flat Earth Society
  - The Flying Dutchman phantom
  - Ghost ship series: River Styx ferry
  - Mermaid Syndrom
  - Mona Lisa idee fixe or the Da Vinci Code mania
  - Sanctuary or snow mountain enter
  - The Sand Castle

- 2007
  - Habitat for humanity
  - The way out or Suicidal ideation
  - Going towards the light
  - The Langoliers or Inevitable Entropy
  - Panic Attack or Anxiety PTSD
  - The Immortals Society
  - White Castle or Voluntary Incarceration
  - Ice Age Premonition or Infinite Iceberg Synthesizer
  - Long live rock n roll - BW sketch
  - Eyes are windows to the soul

- 2008
  - Ghost ship series: The lost expedition
  - Deception or Samson and Delilah
  - Mindscape or virtual reality dreamscape
  - Dreams of Flying or Sleep Paralysis
  - Angels and Demons or Angel of Mercy
  - Angels and Demons or Angel of Light
  - Angels and Demons or Angel of Infinity
  - Ghost ship series: Full moon rising
  - Ghost ship series: The birth of the legend
  - Ghost ship series: Chasing the light

- 2009
  - Ghost ship series: The ninth wave remake
  - Cathedral of Notre-Dame, Our Lady Reims
  - Moonlight Bathing Valkyries: Gods and Heroes series
  - Ghost ship series: The ninth wave
  - Gothic fantasy or Expiatory temple
  - Beauty and the beast; Dissociative identity disorder
  - The three graces, Goth mode style
  - Alien head with kiss paint - BW sketch
  - The island of lost hopes
  - Insomnia or Nocturnal Awakening
  - Haunting Goth or Conception of Gothic music lyrics

- 2010
  - 8Fall of Lucifer Pieta: Gods and Heroes series
  - The Mind Cave or Paranoid non-bizarre delusion
  - The Three Graces: Gods and Heroes series
  - The Birth of Venus: Gods and Heroes series
  - Requiem or Music set you free
  - Ghost ship series: Pirate shipwreck
  - Winter Burst Himalayas: Gods and Heroes series

- 2011
  - Along Ruined Soul, tribute to Zdzisław Beksiński
  - Bridges to the Neverland
  - In Search of Meaning In Search of Lost Time

- 2012
  - The Serenity Prayer or Tranquility Meditation
  - Rammstein or Neue Deutsche Harte
  - The Last Wave or Fighting the Giants

- 2014
  - Stairway to Heaven vs. Stairwell to Hell
  - Led Zeppelin or Graf LZ-42 Excelsior
  - Derailment or Seemingly Crazy Train of Thought
  - Gone with the Wind or Sorrows of Love
  - Lost City of Atlantis or Mystery Legend Atlántida
  - Devil’s Trap or Bermuda Triangle Enigma
  - Scream or Self Induced Exorcism
  - Omnipresence or Transcendent Reincarnation
  - The Stormbringer or Existential Awakening

- 2015
  - Kiss of Eros or Angels and Demons
  - Hammer of God or Inevitability Clockhammer
  - Frankenstein or Apparition of Hitler and Teutonic Knights on a Cliff

- 2016
  - The 5th Element or Pseudo Esoteric Cosmology
  - Castle in the Sky or Clouds of Shattered Dreams
  - The Sky is the Limit or False Illusions and Imagination Duplicity
  - Self Reincarnation or Regression of the Past Life
  - Against All Odds or Crusader Battle on the Ice
  - Inadvertent Metamorphosis or King of my Castle

- 2017
  - Snowfall in Parallel Universe or the One That Got Away

## Publications
- 2014 Infinite Improbability: the best of George Grie, surreal art imagery[6]
- 2014 Surreal Fantasy Artworks: Neo-surrealism or Final Frontier Voyager [7]

### Œuvres utilisées par des publicistes
- 2010 Essai "The Known World" par Rob Dunn University of Washington Conservation Magazine, États-Unis
- 2011 "Bowlby's Battle for Round Earth" par Frederick Leonhardt[8], États-Unis
- 2011 "Art Works" Publications Manuel Emond Montgomery, Canada
- 2012 "Haunting Goth" couverture de livre, The Sounds of the Uncanny, Presses de l'Université de Wales par Isabella van Elferen[9], Royaume-Uni
- 2013 Manuel d'histoire illustré, Publications Bonnier, Danemark
- 2017 Bloggers 5e manuel, Publications DIFUSION-EMDL, France

### Œuvres utilisées par d'autres artistes
Artwork pour un projet relié à la musique.
- Orchestre symphonique de Londres, Royaume Uni, conduit par le chef d'orchestre Predrag Gosta
- Wonderworld, Royaume Uni et Norvège, par Life Fire, le claviériste Ken Hensley du groupe actuel Uriah Heep
- Arc Angel, États-Unis, Harlequins of Light par Jeff Cannata[10]
- Magellan, États-Unis, Inert Momentum (TBA) par Trent and Wayne Gardner. Le groupe ayant utilisé plusieurs musiciens invités: Ian Anderson (Jethro Tull), Joey Franco (Twisted Sister), Tony Levin (King Crimson, Peter Gabriel, Pink Floyd)
- Magellan, États-Unis, la chanson "Good to Go" [11] Robert Lamm (paroles) et Lee Loughnane (trompette) par le groupe Chicago
- Manager (Oleg Sudakov), Russie, World Dish, membre du groupe punk russe  Grazhdanskaya Oborona par Yegor Letov
- Voyager, Australie, I am the revolution, The Meaning of I  [12]
- Lalo Huber, Argentine, Lost in Kali Yuga
- Winterburst, France, Winterburst, The Mind Cave [13]
- Kayak, Pays-Bas, Letters from Utopia[14]
- Dawn of Destiny, Allemagne, Rebellion In Heaven
- Mad Hatter's Den, Finlande, Dark Wheel EP, Welcome to the Den, MHD 2014
- Gert Emmens, Pays-Bas, A Boy's World
- Winter in Eden, Royaume Uni, At the end of the world[15],  Awakening
- Ken Snyder, États-Unis, Dysfunctional Order, Ken gagna le prix dans les catégories Meilleur Groupe Instrumental et Artiste Instrumental de l'Année et 2007 et 2008 au American Music Award.

## Expositions
- Mistral gallery, Londres
- ArtNova gallery, Stockholm
- Cinema House gallery, Saint-Pétersbourg
- Artson gallery, Helsinki
- Toronto International Art Fair (TIAF)
- Artfocus – Canada's indoor art event Toronto
- Pixel Perfect: The Digital Fine Art Exhibition, Agora gallery New York
- Contemporary Art London, New York, Toronto, Art Fair
- San Base Studio, Toronto